# Арасуаи (микрорегион)
Арасуаи (порт. Microrregião de Araçuaí) — микрорегион в Бразилии, входит в штат Минас-Жерайс. Составная часть мезорегиона Жекитиньонья. Население составляет 156 418 человек (на 2010 год). Площадь — 10 272,342 км². Плотность населения — 15,23 чел./км².

## Демография
Согласно сведениям, собранным в ходе переписи 2010 г. Национальным институтом географии и статистики (IBGE), население микрорегиона составляет:						
| Полное население                             | Полное население                             | Полное население                             | Полное население                             | 156 418 |
| -------------------------------------------- | -------------------------------------------- | -------------------------------------------- | -------------------------------------------- | ------- |
| в том числе:                                 | Городское население                          | 76 786                                       | Процент городского населения, %              | 49,09   |
|                                              | Сельское население                           | 79 632                                       | Процент сельского населения, %               | 50,91   |
|                                              | Мужское население                            | 78 307                                       | Процент мужского населения, %                | 50,06   |
|                                              | Женское население                            | 78 111                                       | Процент женского населения, %                | 49,94   |
| Плотность населения, чел/км²                 | Плотность населения, чел/км²                 | Плотность населения, чел/км²                 | Плотность населения, чел/км²                 | 15,23   |
| Население микрорегиона в % к населению штата | Население микрорегиона в % к населению штата | Население микрорегиона в % к населению штата | Население микрорегиона в % к населению штата | 0,80    |

## Статистика
- Валовой внутренний продукт на 2003 год составляет 320 824 144,00 реалов (данные: Бразильский институт географии и статистики).
- Валовой внутренний продукт на душу населения на 2003 год составляет 2099,32 реалов (данные: Бразильский институт географии и статистики).
- Индекс развития человеческого потенциала на 2000 год составляет 0,650 (данные: Программа развития ООН).

## Состав микрорегиона
В составе микрорегиона включены следующие муниципалитеты:
1. Арасуаи
2. Караи
3. Коронел-Мурта
4. Итинга
5. Нову-Крузейру
6. Падри-Параизу
7. Понту-дус-Волантис
8. Виржен-да-Лапа